# The only hope for me is you
«The only hope for me is you» —en español: «La única esperanza para mí eres tú»— es una canción de la banda estadounidense de rock My Chemical Romance. Es la sexta pista de su álbum Danger days: the true lives of the Fabulous Killjoys, publicado en 2010. Fue estrenada como sencillo digital el 11 de octubre de 2010, varias semanas antes que el álbum.
A principios de agosto de 2011, se anunció que la canción sería el próximo sencillo del álbum. El single fue retrasado después por una semana hasta el 26 de agosto en Irlanda y 29 de agosto en el Reino Unido y Estados Unidos. El sencillo para descarga incluye un remix de Daniel P. Carter de la canción «The kids from yesterday», y la versión de My Chemical Romance de la canción «Common people» de Pulp, grabada para Live lounge de la BBC Radio 1. La canción fue incluida en la banda sonora de la película Transformers: el lado oscuro de la luna.
La canción fue compuesta en las primeras sesiones de grabación que se hicieron para el cuarto álbum y, de acuerdo al bajista Mikey Way, en ese entonces «no sonaba en absoluto de esta forma». Además, ha descrito a la introducción de la canción como «impactante». Gerard Way ha manifestado que siente en esta canción una similitud con cómo termina el álbum The Black Parade, y que hay una conexión con la que se amplía la sensación de esperanza.

## Lista de canciones
Versión 1 (sencillo promocional)

| N.º | Título                        | Escritor(es)                 | Duración |  |
| 1.  | «The only hope for me is you» | Bryar, Iero, Toro, Way y Way | 4:34     |  |

Versión 2 (descarga digital)

| N.º | Título                                                   | Escritor(es)                 | Duración |  |
| 1.  | «The only hope for me is you»                            | Bryar, Iero, Toro, Way y Way | 4:32     |  |
| 2.  | «The kids from yesterday» (Dan P. Carter mix)            | Iero, Toro, Way y Way        | 4:56     |  |
| 3.  | «Common people» (grabado en vivo en BBC Radio 1 Studios) | Pulp                         | 5:35     |  |